# Buďonovka

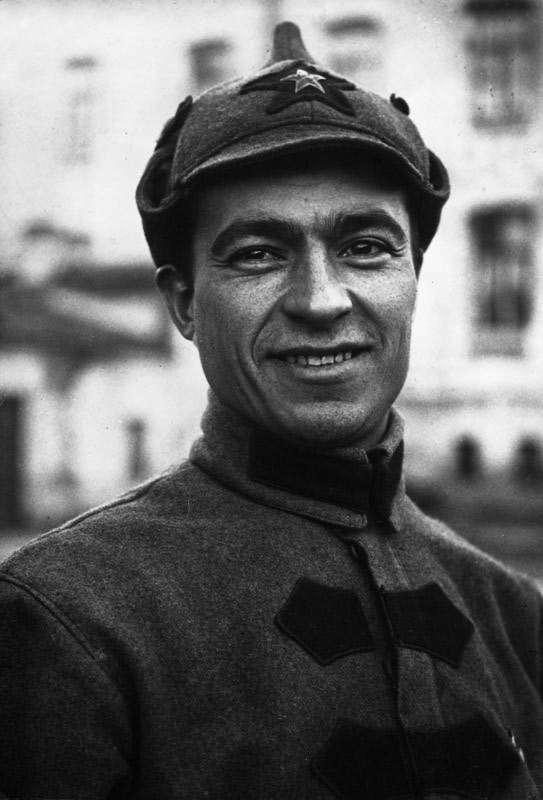
Voják s buďonovkou, rok 1926

Buďonovka (rusky будёновка), také шлем суконный (soukenná přilba), byla vojenská čepice, která byla součástí uniformy Rudé armády. Byla ušita ze silného vlněného sukna šedé nebo zelené barvy, měla vepředu štítek a po stranách klapky, které se daly v mrazu stáhnout přes uši a zavázat pod bradou, a na vrcholu vybíhala do špice.
Podle historika Grigorije Oltažarevského tuto pokrývku hlavy navrhl pro carskou armádu jako součást přehlídkové uniformy Viktor Michajlovič Vasněcov, který se inspiroval přilbami bojovníků ze staroruských bylin, proto se jí říkalo bogatyrka. Během první světové války nebyly čepice používány, teprve za občanské války se jich ve skladech zmocnili rudoarmějci, opatřili je rudými hvězdami a 16. ledna 1919 vydalo velitelství Rudé armády rozkaz № 116, kterým se tato pokrývka hlavy stala oficiální součástí uniformy. Byla nazývána buďonovka podle velitele rudé jízdy Semjona Buďonného nebo také frunzenka podle dalšího bolševického vojevůdce Michaila Frunzeho. Čepice se díky svému ikonickému tvaru stala symbolem Rudé armády, objevila se v řadě písní, obrazů, filmů a knih. Od třicátých let však byla z výstroje postupně stahována; důvody byly jak ideologické (Josif Vissarionovič Stalin usiloval o stabilitu režimu, proto se od revolučních tradic přeorientoval na zdůrazňování kontinuity s armádou carského Ruska), tak praktické (čepice příliš nechránila před chladem, kvůli kuželovitému tvaru se na ní nedala nosit přilba). Konec jejího používání znamenala zimní válka, v níž se osvědčila mnohem hůře než finské ušanky, které pak začali nosit i sovětští vojáci. Buďonovka se pak ještě objevovala mezi partyzány bojujícími proti německé okupaci, po válce je nosili civilisté včetně dětí, staly se také populárním suvenýrem.